# يانغ ييلين
يانغ ييلين هو لاعب كرة قدم صيني، ولد في 23 فبراير 1999 في لويانغ في الصين.